# Marie-Anne Gaboury
Pour les articles homonymes, voir Gaboury.
Marie-Anne Lagimodière, née Gaboury, née le 15 août 1780 et morte le 14 décembre 1875, est une Canadienne et une pionnière liée à l'histoire de l'établissement d'une colonie à la Rivière-Rouge. Elle s'est retrouvée malgré elle au cœur de la lutte opposant la Compagnie du Nord-Ouest à la Compagnie de la Baie d'Hudson dans le contrôle du commerce des fourrures au début du XIXe siècle. Marie-Anne Gaboury est en outre considérée comme la première femme d'ascendance européenne à s'être établie dans l'Ouest canadien, où elle côtoie les nations autochtones et métisses qui peuplent le territoire, en plus d'être la grand-mère de Louis Riel.

## Biographie

### Enfance
Marie-Anne Gaboury est née le 15 août 1780 à Saint-Antoine-de-la-Rivière-du-Loup (Louiseville), un village près de Trois-Rivières. Elle est la cinquième de dix enfants de Charles Gaboury (Gabourie) et de Marie-Anne Tessier (Thésié).
Son père décède le 7 décembre 1792. La jeune Marie-Anne, âgée de 12 ans, doit désormais subvenir à ses besoins. Elle est placée chez le curé de Maskinongé, Antoine Rinfret puis Ignace-Prudent Vinet-Souligny, où elle devient ménagère. Sa mère se remarie entre-temps à Baptiste Mainguy, un habitant de Maskinongé.

### Vie de famille
Elle demeure ménagère à Maskinongé pendant près de 15 ans, soit jusqu'en 1806, année de son mariage. En 1805, Jean-Baptiste Lagimodière rentre dans sa famille à Maskinongé, où il fait la rencontre de Marie-Anne Gaboury. Lagimodière est probablement originaire de Saint-Antoine-sur-Richelieu, près de Saint-Ours. Il est voyageur dans le Nord-Ouest depuis quelques années, faisant la traite des fourrures pour la Compagnie du Nord-Ouest.

Jean-Baptiste signe un accord avec Joseph Paquin, Michel Genthon dit Dauphinais et Charles Bellegarde le 16 avril 1806 devant le notaire F.-X. Dézéry. Les quatre hommes s'engagent à « monter et faire le voyage aux pays d'en hauts au lieu appellé la Rivière Rouge sans pouvoir aucun se laisser ni s'engager a aucun bourgeois voyageur et se rendre au lieu d'hyvernement aux quels lieu chacun pourra s'il le veut prendre son parti ou demeurer ensemble pour faire la chasse et commercer a leur profit.» Clause inhabituelle pour ce type d'acte notarié, il a de plus
été convenus entre les dites parties que ledit Jean Bte. Lagimaudire pourra emmener sa femme et que sa place sera prise sur le canot.
Marie-Anne épouse ensuite Jean-Baptiste Lagimodière le 21 avril 1806. Le couple aura 8 enfants:
- Reine Lagimodière (1807-1894);
- Jean-Baptiste Lagimodière (1809-?), surnommé Laprairie;
- Josette Lagimodière (1810-?);
- Benjamin Lagimodière (1812-?);
- Pauline Lagimodière (1813-?);
- Romain Lagimodière (1819-?);
- Julie Lagimodière (1822-1906), future mère de Louis Riel;

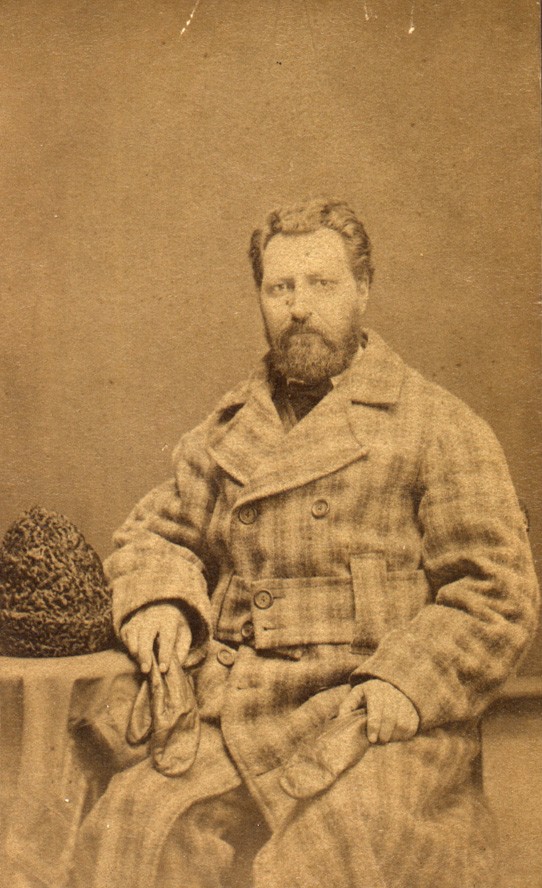
Louis Riel, fils de Julie Lagimodière et donc petit-fils de Marie-Anne Gaboury.

- Joseph Lagimodière (1825-?).

### Une vie tumultueuse dans les plaines de l'Ouest
Quelques jours après leur mariage, le 5 mai 1806, Marie-Anne Gaboury quitte définitivement Maskinongé avec son nouveau mari ainsi que trois voyageurs.
Jean-Baptiste ne signe pas de nouveau contrat avec la Compagnie du Nord-Ouest. Il choisit plutôt de chasser et de faire la traite des fourrures pour son propre profit, approvisionnant les postes de la compagnie.
Le petit groupe se dirige d'abord à la confluence des rivières Rouge et Assiniboine, près de ce qui deviendra plus tard la colonie de la rivière Rouge, puis la ville de Winnipeg. Après 100 jours de voyage en canot et de multiples portages, ils atteignent enfin Pembina dans le Dakota du Nord en août 1806. C'est là que Marie-Anne apprend qu'avant son mariage, Jean-Baptiste s'est uni à la façon du pays à une femme tchipewyane ou sauteuse prénommée Josette, avec qui il aurait eu trois enfants (Marie-Rose-Antoinette, Marguerite et Lisette). Afin d'éviter les tensions avec cette ancienne compagne autochtone, le couple Lagimodière passe l'hiver dans un campement métis situé dans le haut de la rivière Pembina. Ils sont de retour au poste de Pembina au début de l'année, où leur premier enfant naît le 6 janvier 1807. La petite fille est prénommée Reine car elle est née le jour de la fête des Rois.
En mai 1807, les Lagimodière se rendent à la vallée de la rivière Saskatchewan avec Michel Chalifoux, Louis Paquin et Charles Bellegarde ainsi que leurs épouses cries. Un dénommé Bouvier les rejoint à l'été. Ce dernier sera peu après gravement blessé par un ours. À la fin du mois d'août, ils s'établissent dans ce qui est aujourd'hui le nord de la Saskatchewan, au fort des Prairies, où ils demeurent jusqu'en 1811. Marie-Anne hiverne au fort. Elle serait la première femme blanche à se rendre aussi loin sur le territoire.

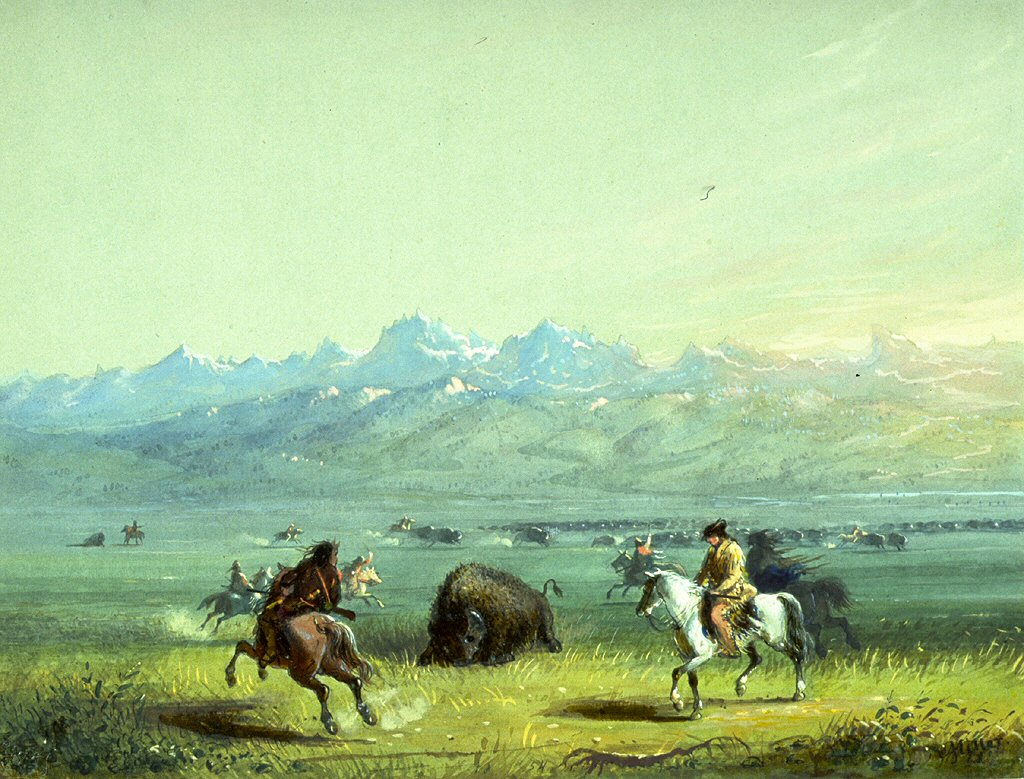
Jean-Baptiste chasse fréquemment le bison.

Durant cette période, elle connaît une vie nomade et accompagne parfois son mari dans ses nombreuses expéditions de chasse et de trappage au bison d'Amérique du Nord, allant vers l'ouest jusqu'à l'Alberta actuelle. Marie-Anne y connaît une vie tumultueuse remplie d'aventures et de mésaventures. Son deuxième enfant naît ainsi dans une prairie à la suite de la charge du cheval qu'elle montait contre un troupeau de bisons. Au printemps 1809, une femme Pied-Noir voulant adopter le petit Jean-Baptiste, surnommé Laprairie, le prend avec elle mais son père parvient à le retrouver et le ramène à Marie-Anne. Puis en juin de la même année, la jeune famille est brièvement faite prisonnière par des membres de la nation Tsuu T'ina, en raison de leur association avec des Cris de la région. Bien qu'ils parviennent à s'échapper à cheval, ils sont poursuivis pendant cinq jours avant d'arriver en sécurité au fort de la Prairie. En 1810, un chef Assiniboine cherche à son tour à adopter Laprairie, en vain, Marie-Anne demeurant inflexible.

### Se fixer dans la nouvelle colonie de la Rivière-Rouge
En apprenant que Lord Selkirk, un Écossais qui a obtenu une vaste concession de terres (74 millions d'acres) de la Compagnie de la Baie d'Hudson, dont il est actionnaire majoritaire, a le projet d'établir une colonie permanente sur les rivières Rouge et Assiniboine, les Lagimodière s'y rendent à la fin août 1811. La famille s'établit temporairement au fort Daer puis revient alors que la nouvelle colonie de la Rivière-Rouge prend forme au printemps 1812. Jean-Baptiste commence à travailler pour le gouverneur des terres de la Compagnie de la Baie d'Hudson, Miles Macdonnel, dont la préoccupation principale est d'approvisionner la colonie en nourriture. La question des vivres sera en effet un enjeu crucial dans les mois à venir.

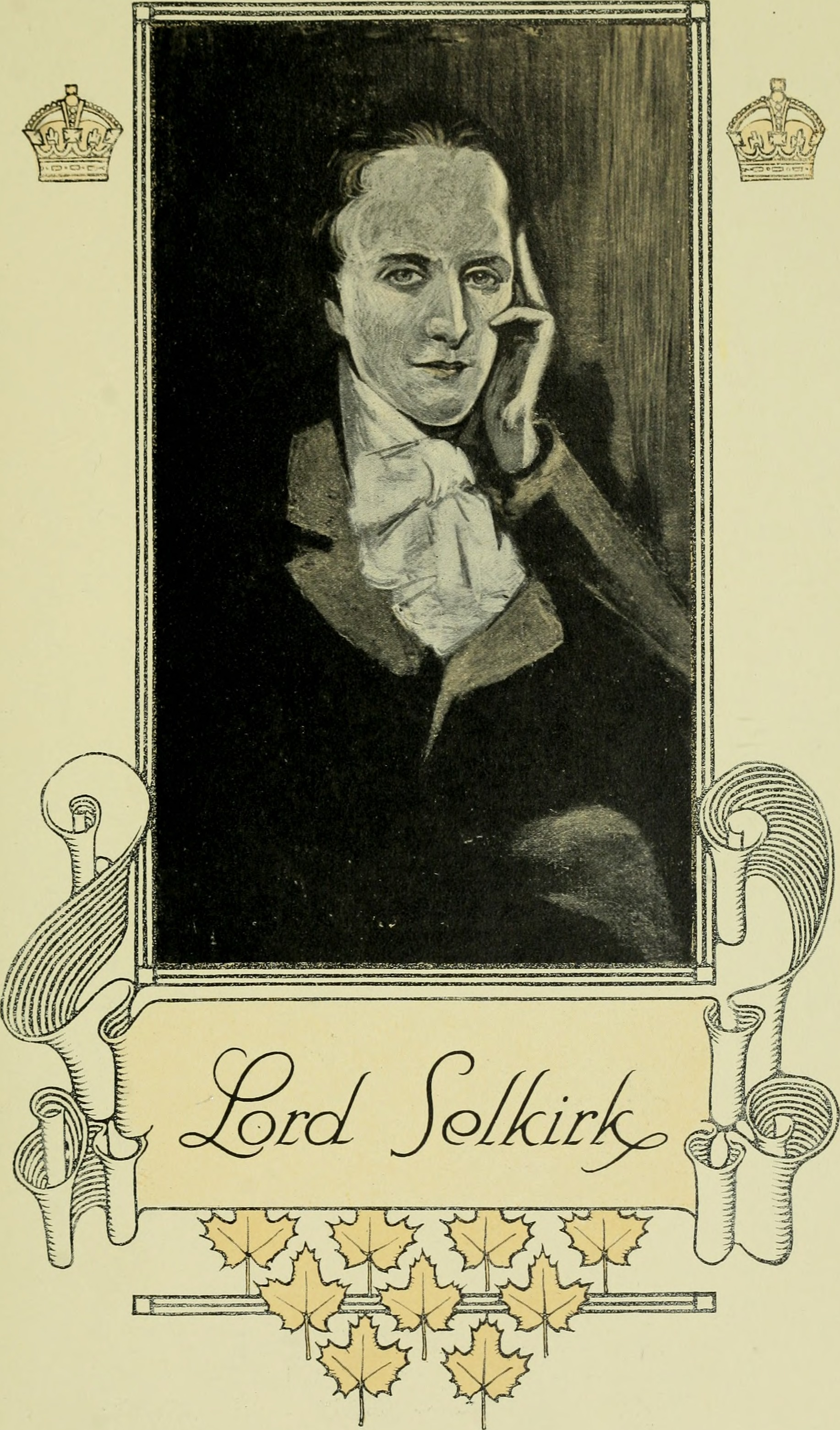
Lord Selkirk fonde la colonie de Rivière-Rouge en 1812.

Les débuts de la colonie de la Rivière-Rouge sont marqués par les luttes entre la Compagnie de la Baie d'Hudson et sa rivale, la Compagnie du Nord-Ouest. Elles y possèdent chacune plusieurs forts et cherchent toutes deux à contrôler le commerce des fourrures dans la région.
En août et octobre 1812, les premiers colons écossais de Selkirk arrivent à la Rivière-Rouge. D'autres viennent encore s'y installer entre juin et septembre 1814. La Compagnie du Nord-Ouest souhaite toutefois mettre un terme à la colonie naissante car elle y voit une menace dans la traite des fourrures. À l’hiver et au printemps 1815, les Nor’Westers s'activent contre la colonie et alimentent les Métis et les nations autochtones contre elle. Miles Macdonnel interdit de son côté l'exportation du pemmican en dehors de son territoire et la chasse du bison à cheval aux Métis. Ces deux ordonnances attisent leur colère.
Dans ce climat tendu, les Lagimodière parviennent à éviter d'être impliqués dans les confrontations qui sont de plus en plus nombreuses. À l'été 1815, des rumeurs voulant que le Métis Cuthbert Grant aurait ordonné de brûler les récoltes et le fort Douglas commencent à circuler. Apeurés, des colons quittent la Fourche. Colin Robertson, un représentant de la Compagnie de la Baie d'Hudson, arrive à la Rivière-Rouge en juillet 1815. Il parvient à ramener les colons qui avaient fui leurs habitations. En août, Macdonnel est remplacé par Robert Semple.
En octobre, Robertson s'empare du fort Gibraltar avant de le rendre à la Compagnie du Nord-Ouest à certaines conditions. C'est dans ce contexte qu'il demande à Jean-Baptiste d'aller informer lord Selkirk des événements en cours. En urgence, Lagimodière quitte Rivière-Rouge pour Montréal. Marie-Anne Gaboury reste sur place avec les enfants.

### Une mission pour Jean-Baptiste
À l'hiver 1815-1816, Lagimodière parcourt donc plus de 2 900 kilomètres à cheval et à pied pour accomplir sa mission. Il emprunte une route située au sud du lac Supérieur sur les territoires de la Compagnie de la Baie d'Hudson. Accompagné de Bénoni Maré, un employé de la compagnie, et d'un Autochtone, il arrive à Montréal le 10 mars 1816 après 5 mois de voyage. Il peut enfin remettre les lettres dont il est le porteur à Lord Selkirk et le prévenir que sa colonie est menacée. Lagimodière repart rapidement ensuite avec les ordres de Selkirk.
Pendant ce temps, des hommes de la Baie d'Hudson s'emparent du fort Gibraltar et d'un autre à Pembina, tous deux appartenant à la Compagnie du Nord-Ouest. Le conflit entre les deux compagnies culmine avec la bataille de Seven Oaks (Winnipeg) le 19 juin 1816. Les Métis, menés par Cuthbert Grant, attaquent les hommes réunis autour de Robert Semple. Une vingtaine de colons et le gouverneur Semple sont tués, d'autres sont chassés ou emprisonnés au fort William. Dans les jours qui suivent, le fort Douglas est pris par la Compagnie du Nord-Ouest. Marie-Anne Gaboury et ses enfants sont arrivés à trouver refuge auprès d'Autochtones. Elle passe l'été avec eux.
Sur la route du retour, Jean-Baptiste Lagimodière est capturé avec ses compagnons par la Nord-Ouest au fond du lac Supérieur. En juin, ils sont retenus prisonniers au fort William et le serait demeuré jusqu'au mois d'août 1816, alors que le fort est pris par Selkirk.
Sans nouvelles, Marie-Anne Gaboury croit que son mari est mort. Jean-Baptiste pense pour sa part que sa femme et ses enfants ont péri lors de la prise du fort Douglas. Elle le retrouve finalement en décembre 1816. En janvier 1817, des soldats de Selkirk reprennent le fort Douglas. Marie-Anne y retrouve sa maison peu après. Elle passe toutefois l'été sous une tente avec son mari qui est reparti à la chasse.
La paix rétablie, le fort Gibraltar est restitué à la Compagnie du Nord-Ouest. Des habitants catholiques de la Rivière-Rouge adressent entre-temps une requête à Mgr Plessis demandant des missionnaires. Les premiers prêtres (Joseph Provencher et Sévère Dumoulin) arrivent en 1818 et baptisent des enfants peu après, dont les plus jeunes Lagimodière. Des colons canadiens-français viennent s'y installer à leur tour. Enfin, les deux compagnies fusionnent le 26 mars 1821, ce qui permet à la colonie de se développer.

### Une terre à la Rivière-Rouge

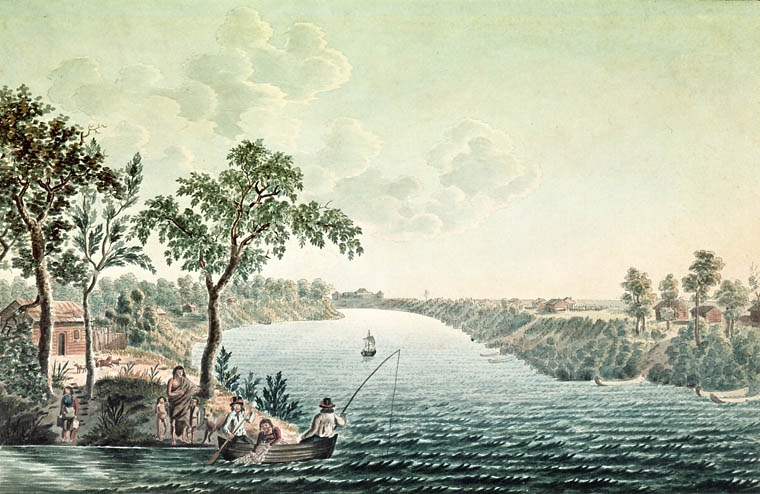
La colonie de la Rivière-Rouge en 1822.

En récompense de ses services, lord Selkirk accorde une terre à Jean-Baptiste près des rivières Rouge et Seine, où les Lagimodière demeurent pendant plusieurs années. Jean-Baptiste continue de travailler comme chasseur-trappeur. Le couple y a d'autres enfants dont, le 23 juillet 1822, Julie Lagimodière, future mère de Louis Riel.
À la suite de multiples inondations et invasions de sauterelles qui détruisent les récoltes, la colonie périclite dans les années 1820. Reine, l'aînée des enfants Lagimodière, part s'installer ailleurs avec sa famille. La colonie perdure néanmoins. Les sœurs grises viennent ainsi s'y installer en 1846.

### Mort
Jean-Baptiste décède dans la maison familiale le 7 juillet 1855. Marie-Anne Gaboury lui survit 20 ans. La veuve s'installe chez leur fils Benjamin à Saint-Boniface. Elle décède le 14 décembre 1875, à l'âge vénérable de 95 ans, et est inhumée deux jours plus tard dans le cimetière de Saint-Boniface. Elle ne sera jamais retournée dans la vallée du Saint-Laurent. Marie-Anne Gaboury a vécu suffisamment longtemps pour voir le Manitoba devenir une province canadienne après la rébellion de la rivière Rouge en 1869-1870.
On compterait aujourd'hui au Canada environ 25 000 descendants de Jean-Baptiste et de Marie-Anne.

## Hommages
- Le Musée de Saint-Boniface conserve quelques objets ayant appartenu à Jean-Baptiste Lagimodière et Marie-Anne Gaboury.

- Alexandre Belliard a écrit une chanson en son honneur, « Marie-Anne Gaboury: Où tu vas, j'irai » sur son album Légendes d'un peuple.

- À Maskinongé, deux bustes, œuvres de Jules Lasalle, à l'image de Marie-Anne Gaboury et de Louis Riel ont été intégrés à un parc en 2018[23].

### Toponymie

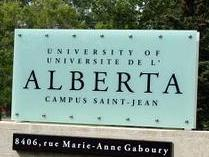
La rue Marie-Anne Gaboury et le campus francophone de la faculté Saint-Jean d'Edmonton.

- Le Centre culturel Marie-Anne Gaboury d'Edmonton[24].
- La rue Marie-Anne-Gaboury à Edmonton.
- L'école Marie-Anne-Gaboury-Louis Riel School Division à Winnipeg.
- Le parc historique Lagimodière-Gaboury à Saint-Boniface. On y trouve une plaque en leur honneur à la jonction des rivières Rouge et Seine[25].